# Federico Bessone

Federico « Fede » Bessone Luna est un footballeur argentin né le 23 janvier 1984 à Córdoba reconverti entraîneur. 

## Biographie
Il a passé la saison précédente au Gimnàstic de Tarragona, où il était prêté par l'Espanyol Barcelone. Bessone a un passeport italien donc pas de permis de travail[pas clair].

## Clubs
Il signe en juin 2010 à Leeds, puis, en janvier 2011, en manque de temps de jeu, il est prêté à Charlton.
Le 31 août 2011, son contrat est résilié par consentement mutuel et il rejoint Swansea City. Il ne joue que deux matchs avec le club gallois avant d'être transféré à Swindon Town. Il est libéré de son contrat en décembre 2012. Fin mars 2013, il signe en faveur d'Oldham Athletic AFC. Alors qu'il n'a pas disputé un seul match, son contrat n'est pas renouvelé à l'issue de la saison.
Le 9 septembre 2013, il signe un contrat avec le Sporting Kansas City.
Seulement quelques mois plus tard, en février 2014, il retourne en Angleterre en signant en faveur de Millwall.